# パク・ヒョンビン
パク・ヒョンビン(박현빈、1982年10月18日 - )は、韓国仁川広域市出身のトロット歌手である。秋渓芸術大学声楽学科卒業。女優でタレントのイ・ユンジ は従妹。インウプロダクション所属。

## 経歴
2005年、チャン・ユンジョンの所属事務所であるインウプロダクションが企画した、「第2のチャン・ユンジョンオーディション」で200人を越える競争率の中から「男のチャン・ユンジョン」として選ばれインウプロダクション所属として1年間デビューに向けた準備をすすめる。
2006年、2006 FIFAワールドカップの応援ソング「パラパパ（빠라빠빠）」でデビュー。四ヶ月後には、初のアルバム「ゴンドゥレ マンドゥレ（곤드레 만드레）をヒットさせる。
2008年に発表した「シャバン シャバン（샤방샤방）」が大ヒットを記録。この曲で多くの賞を受賞し一躍トップ歌手の仲間入りをする。
2011年にはSony Musicより「シャバン シャバン」を発売し日本でもデビューした。

## ディスコグラフィ

### 韓国
- 「パラパパ （빠라빠빠）」 （2006年4月5日、シングル）
- 1集「ゴンドゥレ マンドゥレ （곤드레 만드레）」 （2006年8月8日）
- 「お兄さんを信じて （오빠만 믿어）」 （2007年7月1日、デジタルシングル）
- 2集「シャバン シャバン （샤방샤방）」 （2008年7月23日）
- 「屈しない人生 （대찬인생）」 （2009年3月31日、デジタルシングル）
- 「アッ！熱い （앗!뜨거）」 （2010年1月21日、デジタルシングル）
- 「燃える青春 （불타는 청춘）」 （2010年11月23日、デジタルシングル）
- 「砂時計 （모래시계）」 （2011年11月23日、デジタルシングル）
- 「チュンヒャンア（춘향아）」（2012年8月8日、シングル）

### 日本
- 「シャバン シャバン」（2011年4月20日）
- 「ゴンドゥレ マンドゥレ」（2011年9月21日）
- 「オッパだけ信じて」（2012年6月27日）

## 受賞歴
2006年
- 第16回ソウル歌謡大賞・成人歌謡部門本賞「パラパパ」、「ゴンドゥレ マンドゥレ」
- 第6回大韓民国伝統歌謡・新人賞「パラパパ」、「ゴンドゥレ マンドゥレ」
- WBS大韓民国トロット歌謡授賞式・今年の歌手賞「パラパパ」、「ゴンドゥレ マンドゥレ」

2007年
- 第7回大韓民国伝統歌謡・歌手賞「お兄さんを信じて」

2008年
- 第17回ソウル歌謡大賞・成人歌謡賞「お兄さんを信じて」
- 第15回大韓民国演芸芸術賞・成人歌謡賞「シャバン シャバン」
- 第8回韓国伝統歌謡大賞・男子歌手王「シャバン シャバン」
- 第18回ソウル歌謡大賞・成人歌謡賞「シャバン シャバン」

2009年
- 第17回大韓民国文化芸能大賞・成人歌謡部門10代歌手賞「屈しない人生」

2010年
- 第16回大韓民国演芸芸術賞・男子成人歌謡歌手賞「屈しない人生」
- 第19回ソウル歌謡大賞・トロット賞「屈しない人生」

2011年
- 第26回日本ゴールドディスク賞・ベスト演歌歌謡曲ニューアーティスト
- 第11回大韓民国伝統歌謡大賞・男性歌手王

2012年
- 第12回大韓民国伝統歌謡大賞・韓流歌謡賞